# Antiglobuline
L'antiglobuline est un anticorps dirigé contre une immunoglobuline. Utilisé en laboratoire comme réactif, il permet de mettre un anticorps en évidence. L'analyse permettant cette mise en évidence nommée à l'origine « réaction de Coombs » est maintenant appelée « test à l'antiglobuline ».

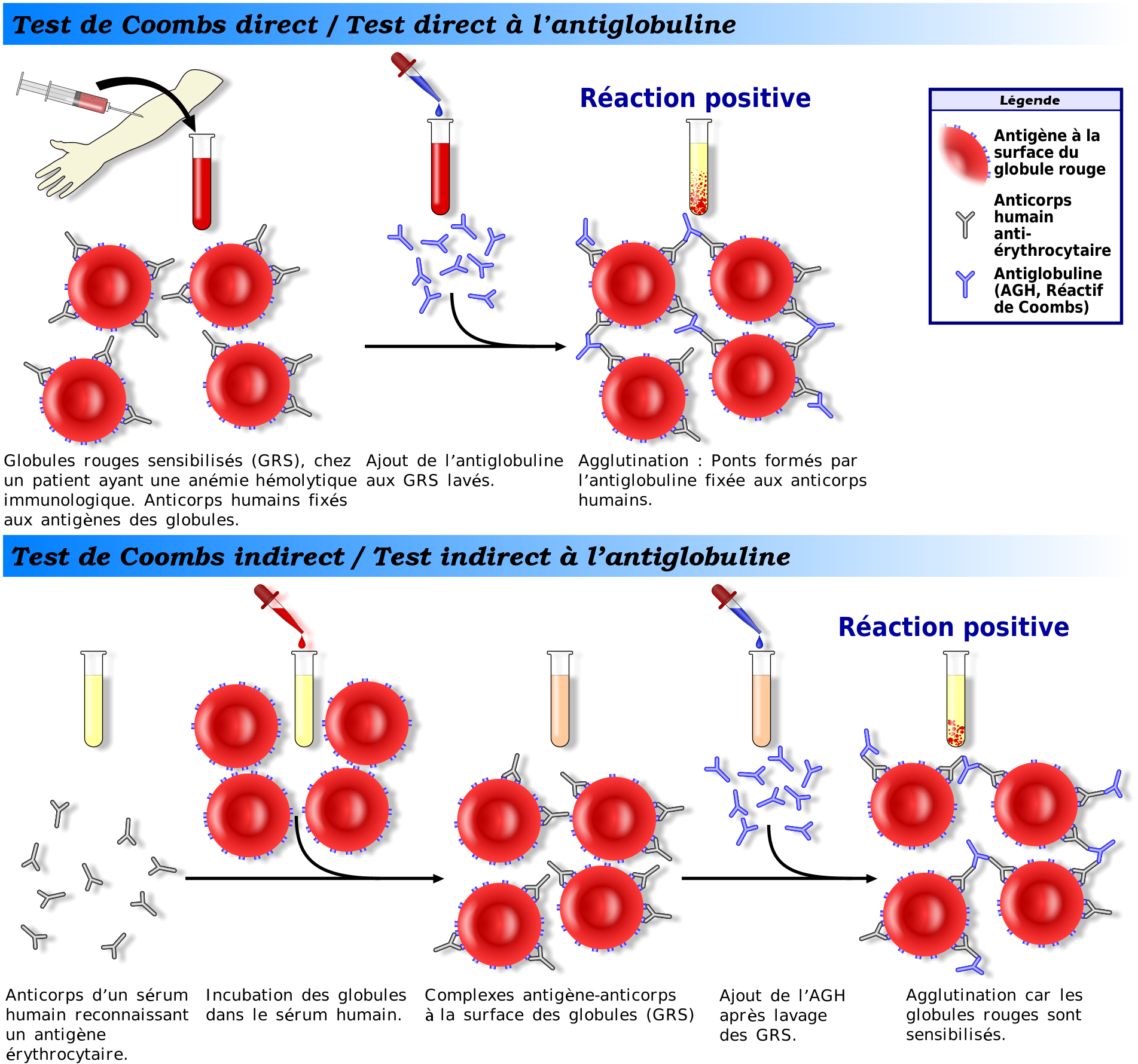
Schéma explicatif du test direct et indirect à l’antiglobuline

## Historique et provenance
Ce test a été développé par Robin Coombs, Arthur Mourant et Rob Race.
L'antiglobuline est obtenue par immunisation d'un animal, un lapin par exemple, par un sérum humain. Ce sérum humain contient des immunoglobulines. Pour l'animal, ces immunoglobulines sont antigéniques, et ce lapin synthétisera des anticorps de lapin anti-« immunoglobulines humaines », ce qui permet d'obtenir un sérum de lapin anti-« immunoglobuline-humaine », dit sérum A.G.H. ou antiglobuline humaine. Cette antiglobuline, d'origine animale, se fixe donc spécifiquement aux épitopes isotypiques des immunoglobulines humaines.
Ce test a permis, à l'origine par technique d'agglutination, de mettre en évidence la présence d'immunoglobulines humaines fixées sur les érythrocytes. 
Cette technique est utilisée pour reconnaître spécifiquement une classe d'immunoglobulines, IgG, IgA, IgM (il s'agit dans ce cas d'une antiglobuline), ou des fractions du Complément, C4, C3b, C3c et C3d en particulier (il ne s'agit plus alors d'une antiglobuline stricto sensu, mais d'anti-compléments), susceptibles d'être fixées sur les érythrocytes. On utilise alors soit une A.G.H dite polyspécifique (anti-IgG + C3d) -pour un dépistage d'anticorps, soit des antiglobulines spécifiques (anti-IgG, anti-IgA, anti-IgM), associées à des anti-compléments (C3c et C3d) -pour un diagnostic d'anémie hémolytique, par exemple.

## Test direct à l'antiglobuline
Le test direct à l'antiglobuline (en France T.D.A. ou réaction de Coombs directe -R.C.D., en Belgique : Coombs direct) anciennement appelé réaction de Coombs directe (RCD), qui permet de mettre en évidence la présence d'anticorps fixés sur les érythrocytes. Ce test est utilisé pour le diagnostic de la maladie hémolytique du nouveau-né, et dans le diagnostic des anémies hémolytiques auto-immunes, ou des incompatibilités transfusionnelles.
Dans ces cas, les érythrocytes sont déjà recouverts par des anticorps humains qui sont insuffisants pour provoquer à eux seuls l'agglutination. Ces érythrocytes sont appelés globules rouges sensibilisés (en France G.R.S.). Ces globules rouges doivent être "lavés", c'est-à-dire débarrassés du plasma les entourant, et remis en suspension dans une solution saline ne contenant plus d'anticorps non fixés qui neutraliseraient l'antiglobuline (cette étape de lavage peut être maintenant évitée par une technique de filtration sur gel). L'ajout de l'antiglobuline à ces globules rouges sensibilisés et "lavés" provoque alors l'agglutination. La réaction est alors positive. Ce test sert également à vérifier s'il y a eu fixation in vivo (dans l'organisme) du complément, ce qui cause l'hémolyse du globule rouge, ou à déterminer les classes (ou sous-classes si besoin) des molécules d'immunoglobulines fixées sur les globules rouges étudiés. 
Ce test doit souvent être complété par une technique d'élution, parfois plus sensible, qui permet également de mettre en évidence un anticorps fixé sur les hématies, en particulier pour la mise en évidence d'une incompatibilité fœto-maternelle ABO, ou d'une incompatibilité transfusionnelle récente.

## Test indirect à l'antiglobuline
Le test indirect à l'antiglobuline (en France T.I.A. anciennement appelé « réaction de Coombs indirecte », -R.C.I., en Belgique Coombs indirect) qui permet de mettre en évidence un anticorps irrégulier non agglutinant dans un sérum ou un antigène de groupe sanguin sur des érythrocytes.

### Mise en évidence d'un anticorps
Dans le premier cas il s'agit d'une recherche d'agglutinine irrégulière (en France R.A.I.). La mise en présence d'un sérum ou d'un plasma inconnu et d'érythrocytes portant des antigènes connus permet la fixation des anticorps recherchés sur ces érythrocytes et de les sensibiliser. Dans un second temps, l'action de l'antiglobuline permettra la mise en évidence de cette éventuelle sensibilisation. Si la réaction est positive, c'est que des anticorps ont été fixés sur ces érythrocytes, et étaient donc présents dans le sérum ou plasma objet de la recherche d'agglutinine irrégulière.
Ce même test est également utilisé pour réaliser l'épreuve de compatibilité (cross matching, en anglais), qui consiste à tester le sérum ou plasma du malade avec un échantillon des érythrocytes du concentré érythrocytaire que l'on envisage de transfuser. Si la réaction est positive, c'est qu'il existe un anticorps vis a vis des globules du donneur, et que la transfusion envisagée est incompatible, sans que l'on sache quel système de groupe sanguin est en cause. Une autre unité de sang devra donc être choisie, et, bien sûr, testée.

### Mise en évidence d'un antigène
Dans le second cas, la mise en présence d'un anticorps connu, il s'agit alors d'un sérum test, avec des érythrocytes inconnus permet la mise en évidence de l'antigène correspondant sur ces érythrocytes. Il s'agit de la détermination d'un phénotype de groupe sanguin.

## Autres applications
Depuis ce test s'est généralisé et permet de mettre en évidence une immunoglobuline humaine dans tout liquide ou fixée spécifiquement sur tout support. Soit par des techniques utilisant des globules rouges sensibilisés comme révélateur, techniques d'inhibition ou de consommation d'antiglobuline utilisée pour la détermination des groupes Gm, Km, ISf, Am, soit par une antiglobuline marquée, ce qui permet de déceler sa présence, c’est-à-dire sa fixation spécifique sur les immunoglobulines humaines.

### Groupes Am, Gm, ISf, Km
Les anticorps anti-D humains (l'anticorps doit être d'origine humaine, doit être incomplet, relativement fréquent pour pouvoir obtenir le maximum d'épitopes possible sur les diverses sous-classes d'IgG, donner une réaction positive nette, liée au nombre de sites RH concernés, avec l'antiglobuline) d'un sujet de groupe Gm:1,17,21 sont fixés sur des globules rouges Rh+, D. Nous avons alors des globules rouges sensibilisés, GRS, mais qui ne sont pas agglutinés, l'anti-D étant un anticorps incomplet. Nous faisons agir sur ces GRS une anti-globuline anti Gm1 (antiglobuline d'origine humaine). Nous provoquons alors une agglutination.
Mélangeons un sérum X à cet anti Gm1 avant de le faire agir sur nos GRS. Si ce sérum X contient une immunoglobuline de groupe Gm1, l'anti Gm1 va former un complexe antigène-anticorps, et sera consommé, et donc neutralisé. Il ne pourra agir sur notre GRS, et la réaction sera négative. Nous en conclurons que notre sérum X est de groupe Gm1, car notre réaction d'agglutination a été inhibée.
Si notre sérum X est Gm-1, il ne neutralisera pas notre anti-globuline qui pourra alors se lier à l'anti-D fixé sur nos GRS, et en provoquer l'agglutination. Voir anticorps irréguliers et potentiel zêta.
Cette technique d'inhibition d'agglutination est une technique très sensible, un sérum dilué au 1/100, voire plus, peut inhiber la réaction et permettait, avant la biologie moléculaire, de mettre en évidence l'origine humaine (ou simiesque, nous sommes cousins) d'une tache de sang.
Idem pour les anti-Gm2, Gm17, Gm4, Gm... ou anti-Km1... qui permettent de déterminer les groupes sériques d'immunoglobulines
Le principe est le même pour le système Am avec des immunoglobulines de classe A (IgA) soit spécifiques d'un antigène érythrocytaire, soit fixées passivement sur le globule.

### Coombs plaquettaire
Ainsi, le test de Coombs plaquettaire, ou test de Dixon, permet grâce à une antiglobuline marquée, de mettre en évidence la sensibilisation des plaquettes par un anticorps, qu'il s'agisse du purpura thrombopénique idiopathique, P.T.I. ou de la Thrombopénie néonatale par incompatibilité fœto-maternelle.

### Sérologie parasitaire, virale...
L'antiglobuline peut être marquée par un fluorochrome, elle permet alors par technique d'immunofluorescence la mise en évidence d'anticorps anti-parasites, toxoplasme ou plasmodium en particulier. Marquée par une enzyme, il s'agit alors d'une technique d'immuno-enzymologie qui permet la mise en évidence d'anticorps anti-virus dont les antigènes spécifiques sont fixés sur un support en plastique (billes ou cupules), anti-hépatite, par exemple. Marquée à l'iode radioactif, elle entre dans le cadre de la radio-immunologie.

## Article lié
- Auto-anticorps